# Ibon Navarro
Ibon Navarro Pérez de Albéniz (Vitòria, Àlaba, 30 d'abril de 1976) és un entrenador basc de basquetbol. Ha estat primer entrenador de diversos equips de la Lliga Endesa com el Baskonia (2014-2015), el Bàsquet Manresa (2015-2017), o del Morabanc Andorra (2018-2022).

## Biografia
Ibon Navarro s'inicià la temporada 2000-2001 com a entrenador en les categories inferiors (infantil, cadet i júnior) de l'equip Baskonia, a la seva ciutat natal.
La temporada 2007-08 va entrar a formar part del cos tècnic del Baskonia com a ajudant de Neven Spahija i hi va romandre fins al final de la temporada 2009-10, amb Dusko Ivanovic. A partir d'aquest moment, ha estat assistent al Menorca Bàsquet amb en Paco Olmos i al València Basket, també amb Olmos i més tard, amb Velimir Perasovic, tots dos a la Lliga Endesa. Amb Laboral Kutxa, Ibon va ajudar a guanyar dos lligues, una copa i dos supercopes. Amb l'equip València Basket va ser subcampió de copa i d'Eurocup i amb el Morabanc Andorra va obtenir una 6a posició en la lliga Endesa a la primera temporada (2018-2019), la Lliga Catalana de bàsquet (2018-2019) i (2020-2021) i classificació en cadascuna de les temporades per a l'Eurocup.
L'any 2013 el Laboral Kutxa acorda amb Navarro que ocupi el lloc d'entrenador ajudant de Sergio Scariolo per a dues temporades. El mes de novembre de 2014, després que Sergio Scariolo i Marco Crespi fossin destituïts, passa a assumir el càrrec de primer entrenador del conjunt vitorià. Ibon agafava el timó de l'equip després de la destitució de Crespi competint amb el conjunt basc tant a la Lliga Endesa com a la Eurolliga de bàsquet. El juny del 2015, el club anunciava que no seguiria com a entrenador del primer equip, però li oferiria continuar en l'estructura del club.
El 2015, aterra al Pavelló Nou Congost per dirigir el Bàsquet Manresa. Hi passa dues temporades com a primer entrenador, on dirigeix el nou projecte de l'equip català a la Lliga Endesa però que finalitzarà amb el descens de l'equip dins la ACB.
L'any 2018, i després de passar una temporada amb l'UCAM Múrcia, arriba al Principat d'Andorra com a primer entrenador del Morabanc Andorra, on hi recull diversos títols com la Lliga Catalana de bàsquet en dues tempodades consecutives, entre el 2018 i el 2021, i bons posicionaments tant a la Lliga Endesa el 2018-2019, com a la lliga europea Eurocup. El gener del 2022 és destituït de l'equip andorrà degut als mals resultats després que el Morabanc Andorra entomés diverses derrotes a casa en els partits jugats a la lliga espanyola, sense aconseguir pràcticament cap victòria a l'estadi de la Bombonera entre els mesos de desembre 2021 i gener 2022, cosa que duia l'equip a trobar-se en una posició crítica dins la classificació de la Lliga Endesa.
A la primera temporada amb l'equip andorrà uns mesos després de la seva arribada al país i després de rebre classes regularment, sorprengué els mitjans i l'afició fent una primera roda de premsa íntegrament en català, a la qual en succeïrien tantes altres.

## Trajectòria per temporades
- Categories inferiors. Col·legi "Corazonistas".
- 2000-01. Saski Baskonia. Infantil.
- 2001-03. Saski Baskonia. Cadet.
- 2003-05. Saski Baskonia. Júnior.
- 2005-06. UPV Àlaba. 1a Nacional.
- 2006-07. Tenerife Rural. Entrenador ajudant de Rafa Sanz.
- 2007-08. TAU Ceràmica. Entrenador ajudant de Neven Spahija.
- 2008-09. TAU Ceràmica. Entrenador ajudant de Dusko Ivanović.
- 2009-10. Caixa Laboral. Entrenador ajudant de Dusko Ivanović.
- 2010-11. Menorca Bàsquet. Entrenador ajudant de Paco Olmos.
- 2011-12. València Basket. Entrenador ajudant de Paco Olmos primer i de Velimir Perasović després.
- 2012-13. València Basket. Entrenador ajudant de Velimir Perasović.
- 2013-14. Laboral Kutxa. Entrenador ajudant de Sergio Scariolo.
- 2014-novembre de 2014. Laboral Kutxa Baskonia. Entrenador ajudant de Marco Crespi.
- Novembre de 2014-2015. Laboral Kutxa Baskonia. Entrenador principal.
- 2015-17 ICL Manresa. Entrenador principal.
- 2017-18 UCAM Murcia. Entrenador principal.
- 2018-22 MoraBanc Andorra. Entrenador principal.